# Карлссон, Ян (борец)
Ян Эгон «Янне» Карлссон (швед. Jan Egon "Janne" Karlsson; 15 ноября 1945, Тролльхеттан, Швеция) — шведский борец греко-римского и вольного стилей, двукратный призёр Олимпийских игр, двукратный призёр чемпионатов мира, чемпион Европы, 19-кратный чемпион Швеции по вольной борьбе и 9-кратный чемпион Швеции по греко-римской борьбе. Один из 13 борцов, сумевших завоевать олимпийские награды по двум видам борьбы на одной олимпиаде, и по состоянию на 2015 год последний..

## Биография
В 1965 году победил на чемпионате Северных стран среди юниоров по греко-римской борьбе и выступил на чемпионате мира среди взрослых, заняв 10 место. В 1966 году выступил на чемпионате Европы по вольной борьбе, где остался четвёртым, на чемпионате мира был девятым, и вновь победил на чемпионате Северных стран среди юниоров по греко-римской борьбе. В 1967 году стал вице-чемпионом Европы по вольной борьбе, на чемпионате мира был седьмым, а в 1968 году занял третье место на чемпионате Европы.
На Летних Олимпийских играх 1968 года в Мехико боролся в лёгком весе (до 70 килограммов) как в соревнованиях по вольной, так и по греко-римской борьбе. Регламент турнира остался прежним, с начислением штрафных баллов, но сменилось количество баллов, начисляемых за тот или иной результат встречи. Теперь за чистую победу штрафные баллы не начислялись, за победу с явным преимуществом начислялось 0,5 штрафных балла, за победу по очкам 1 балл, за ничью 2,5 балла, за поражение с явным преимуществом соперника 3,5 балла и за чистое поражение 4 балла. Как и прежде, борец, набравший 6 штрафных баллов, из турнира выбывал.
В греко-римской борьбе титул оспаривали 24 борца.
Ян Карлссон в трёх встречах столкнулся с двумя фаворитами соревнований Стеваном Хорватом и Геннадием Сапуновым, им проиграл и из дальнейшего турнира выбыл.
| Выступление на Олимпийских играх 1968 года (GR) | Выступление на Олимпийских играх 1968 года (GR) | Выступление на Олимпийских играх 1968 года (GR) | Выступление на Олимпийских играх 1968 года (GR) | Выступление на Олимпийских играх 1968 года (GR) | Выступление на Олимпийских играх 1968 года (GR) | Выступление на Олимпийских играх 1968 года (GR) |
| Круг                                            | Соперник                                        | Страна                                          | Результат                                       | Баллы                                           | Всего баллов                                    | Время схватки                                   |
| ----------------------------------------------- | ----------------------------------------------- | ----------------------------------------------- | ----------------------------------------------- | ----------------------------------------------- | ----------------------------------------------- | ----------------------------------------------- |
| 1                                               | Геннадий Сапунов                                | Союз Советских Социалистических Республик       | Поражение Туше                                  | -4                                              | -4                                              | 6:07                                            |
| 2                                               | Вернер Хольцер                                  | Соединённые Штаты Америки                       | Победа Туше                                     | 0                                               | -4                                              | 2:10                                            |
| 3                                               | Стеван Хорват                                   | Югославия                                       | Поражение Туше                                  | -3                                              | -7                                              |                                                 |

В греко-римской борьбе титул оспаривали 26 борцов.
Ян Карлссон и здесь в первых встречах столкнулся с двумя фаворитами соревнований Енё Вылчевым и Уэйном Уэллсом, им проиграл и из дальнейшего турнира выбыл.
| Выступление на Олимпийских играх 1968 года (LL) | Выступление на Олимпийских играх 1968 года (LL) | Выступление на Олимпийских играх 1968 года (LL) | Выступление на Олимпийских играх 1968 года (LL) | Выступление на Олимпийских играх 1968 года (LL) | Выступление на Олимпийских играх 1968 года (LL) | Выступление на Олимпийских играх 1968 года (LL) |
| Круг                                            | Соперник                                        | Страна                                          | Результат                                       | Баллы                                           | Всего баллов                                    | Время схватки                                   |
| ----------------------------------------------- | ----------------------------------------------- | ----------------------------------------------- | ----------------------------------------------- | ----------------------------------------------- | ----------------------------------------------- | ----------------------------------------------- |
| 1                                               | Енё Вылчев                                      | Союз Советских Социалистических Республик       | Поражение По очкам                              | -3                                              | -3                                              |                                                 |
| 2                                               | Уэйн Уэллс                                      | Соединённые Штаты Америки                       | Поражение По очкам                              | -3                                              | -6                                              |                                                 |

После игр перешёл в полусредний вес.
В 1969 году был третьим на чемпионате Европы по греко-римской борьбе (11-м по вольной) и вторым на чемпионате Северных стран. В 1970 году выиграл чемпионат Северных стран по греко-римской борьбе и стал вторым на чемпионате Европы по вольной борьбе. В 1972 году снова выиграл чемпионат Северных стран по греко-римской борьбе, а на чемпионате Европы был четвёртым.
На Летних Олимпийских играх 1972 года в Мюнхене боролся в полусреднем весе (до 74 килограммов), как в соревнованиях по вольной, так и по греко-римской борьбе. Регламент турнира остался прежним.
В греко-римской борьбе титул оспаривали 20 борцов.
Победив в пятом круге, Ян Карлссон из турнира выбыл, однако обеспечив себе бронзовую медаль олимпийских игр, поскольку остальные (кроме двух финалистов) к тому времени имели больше штрафных очков.
| Выступление на Олимпийских играх 1972 года (GR) | Выступление на Олимпийских играх 1972 года (GR) | Выступление на Олимпийских играх 1972 года (GR) | Выступление на Олимпийских играх 1972 года (GR) | Выступление на Олимпийских играх 1972 года (GR) | Выступление на Олимпийских играх 1972 года (GR) | Выступление на Олимпийских играх 1972 года (GR) |
| Круг                                            | Соперник                                        | Страна                                          | Результат                                       | Баллы                                           | Всего баллов                                    | Время схватки                                   |
| ----------------------------------------------- | ----------------------------------------------- | ----------------------------------------------- | ----------------------------------------------- | ----------------------------------------------- | ----------------------------------------------- | ----------------------------------------------- |
| 1                                               | Марчел Влад                                     | Румыния                                         | Победа По очкам                                 | -1                                              | -1                                              |                                                 |
| 2                                               | Гари Нейст                                      | Соединённые Штаты Америки                       | Победа По очкам                                 | -2                                              | -2                                              |                                                 |
| 3                                               | Станислав Кржесиньский                          | Польша                                          | Победа Туше                                     | 0                                               | -2                                              | 8:47                                            |
| 4                                               | Иван Колев                                      | Болгария                                        | Поражение По очкам                              | -3                                              | -5                                              |                                                 |
| 5                                               | Момир Кечман                                    | Югославия                                       | Победа По очкам                                 | -1                                              | -6                                              |                                                 |

В вольной борьбе титул оспаривали 25 борцов.
Ян Карлссон, несмотря на неожиданное поражение во втором круге, выступал очень сильно и смог дойти до финала с ещё двумя борцами. Финальную встречу Уэйн Уэллсу проиграл, а у второго финалиста Адольфа Зегера он выиграл ещё до финала, и завоевал серебряную награду, которая стала последней для Швеции наградой в вольной борьбе на сегодняшний день.
| Выступление на Олимпийских играх 1972 года (LL) | Выступление на Олимпийских играх 1972 года (LL) | Выступление на Олимпийских играх 1972 года (LL) | Выступление на Олимпийских играх 1972 года (LL) | Выступление на Олимпийских играх 1972 года (LL) | Выступление на Олимпийских играх 1972 года (LL) | Выступление на Олимпийских играх 1972 года (LL) |
| Круг                                            | Соперник                                        | Страна                                          | Результат                                       | Баллы                                           | Всего баллов                                    | Время схватки                                   |
| ----------------------------------------------- | ----------------------------------------------- | ----------------------------------------------- | ----------------------------------------------- | ----------------------------------------------- | ----------------------------------------------- | ----------------------------------------------- |
| 1                                               | Шакар Хан Шакар                                 | Афганистан                                      | Победа Туше                                     | 0                                               | 0                                               | 2:28                                            |
| 2                                               | Вольфганг Ницшке                                | Германская Демократическая Республика           | Поражение По очкам                              | -3                                              | -3                                              |                                                 |
| 3                                               | Мухаммат Яхуб                                   | Пакистан                                        | Победа Туше                                     | -3                                              | -3                                              | 3:49                                            |
| 4                                               | Мирослав Мусиль                                 | Чехословакия                                    | Победа Туше                                     | -3                                              | -3                                              | 5:36                                            |
| 5                                               |                                                 |                                                 |                                                 |                                                 |                                                 |                                                 |
| 6                                               | Адольф Зегер                                    | Федеративная Республика Германии (1949—1990)    | Победа По очкам                                 | -1                                              | -4                                              |                                                 |
| Финал                                           | Уэйн Уэллс                                      | Соединённые Штаты Америки                       | Поражение По очкам                              |                                                 |                                                 |                                                 |

В 1973 году в третий раз выиграл чемпионат Северных стран по греко-римской борьбе, стал бронзовым призёром чемпионата мира по вольной борьбе и серебряным призёром по греко-римской борьбе. В 1974 году стал четырёхкратным победителем чемпионата Северных стран, был вторым на Гран-при Германии, пятым на чемпионате мира, восьмым на чемпионате Европы (всё по греко-римской борьбе), седьмым на чемпионате Европы по вольной борьбе. В 1975 году в первый раз победил на чемпионате Северных стран, занял девятое место на чемпионате Европы по вольной борьбе, а по греко-римской стал чемпионом Европы и остался седьмым на чемпионате мира. В 1976 году стал пятикратным победителем чемпионата Северных стран по греко-римской борьбе.
На Летних Олимпийских играх 1976 года в Монреале боролся в полусреднем весе (до 74 килограммов), как в соревнованиях по вольной, так и по греко-римской борьбе. Регламент турнира остался прежним.
В греко-римской борьбе титул оспаривали 20 борцов.
В первой встрече Ян Карлссон был дисквалифицирован за пассивность вместе с соперником, затем две встречи выиграл и в четвёртом круге проиграл, из турнира выбыл, заняв седьмое место.
| Выступление на Олимпийских играх 1976 года (GR) | Выступление на Олимпийских играх 1976 года (GR) | Выступление на Олимпийских играх 1976 года (GR) | Выступление на Олимпийских играх 1976 года (GR) | Выступление на Олимпийских играх 1976 года (GR) | Выступление на Олимпийских играх 1976 года (GR) | Выступление на Олимпийских играх 1976 года (GR) | Выступление на Олимпийских играх 1976 года (GR) |
| Круг                                            | Соперник                                        | Страна                                          | Результат                                       | Счёт                                            | Баллы                                           | Всего баллов                                    | Время схватки                                   |
| ----------------------------------------------- | ----------------------------------------------- | ----------------------------------------------- | ----------------------------------------------- | ----------------------------------------------- | ----------------------------------------------- | ----------------------------------------------- | ----------------------------------------------- |
| 1                                               | Георге Чиботару                                 | Канада                                          | Поражение                                       | Дисквалификация                                 | -4                                              | -4                                              |                                                 |
| 2                                               | Ханс Кисс                                       | Австрия                                         | Победа                                          | Туше                                            | -4                                              | -4                                              | 2:40                                            |
| 3                                               | Ясуо Нагатомо                                   | Япония                                          | Победа                                          | 10-5                                            | -1                                              | -5                                              |                                                 |
| 4                                               | Клаус-Петер Гёпферт                             | Германская Демократическая Республика           | Поражение                                       | 5-9                                             | -3                                              | -8                                              |                                                 |

В вольной борьбе титул оспаривали 21 борец.
Проиграв две из трёх встреч, Ян Карлссон из турнира выбыл.
| Выступление на Олимпийских играх 1976 года (LL) | Выступление на Олимпийских играх 1976 года (LL) | Выступление на Олимпийских играх 1976 года (LL) | Выступление на Олимпийских играх 1976 года (LL) | Выступление на Олимпийских играх 1976 года (LL) | Выступление на Олимпийских играх 1976 года (LL) | Выступление на Олимпийских играх 1976 года (LL) | Выступление на Олимпийских играх 1976 года (LL) |
| Круг                                            | Соперник                                        | Страна                                          | Результат                                       | Счёт                                            | Баллы                                           | Всего баллов                                    | Время схватки                                   |
| ----------------------------------------------- | ----------------------------------------------- | ----------------------------------------------- | ----------------------------------------------- | ----------------------------------------------- | ----------------------------------------------- | ----------------------------------------------- | ----------------------------------------------- |
| 1                                               | Брюс Акерс                                      | Австралия                                       | Победа                                          | 24-1 За явным преимуществом                     | 0                                               | 0                                               |                                                 |
| 2                                               | Фред Хемпель                                    | Германская Демократическая Республика           | Поражение                                       | 4-11                                            | -3                                              | -3                                              |                                                 |
| 3                                               | Стэн Дзидзич                                    | Соединённые Штаты Америки                       | Победа                                          | 5-11                                            | -3                                              | -6                                              |                                                 |

В 1978 году стал двукратным победителем чемпионата Северных стран по вольной борьбе. Оставил большой спорт только в 1983 году.
По окончании карьеры стал тренером, в том числе, тренировал национальную сборную по вольной борьбе
Живёт в Тролльхеттане.